# Kortstjärtad myrtrast
Kortstjärtad myrtrast (Chamaeza campanisona) är en fågel i familjen myrtrastar inom ordningen tättingar.

## Utseende och läte
Kortstjärtad myrtrast är en knubbig fågel med en kort och rest stjärt och långa ben. Ovansidan är olivbrun med tydlig men kort vitt ögonbrynsstreck och beigestreckad undersida. De olika bestånden varierar i mönstret på bröstet. Sången består av en melodisk serie mjuka toner som varierar i längd.

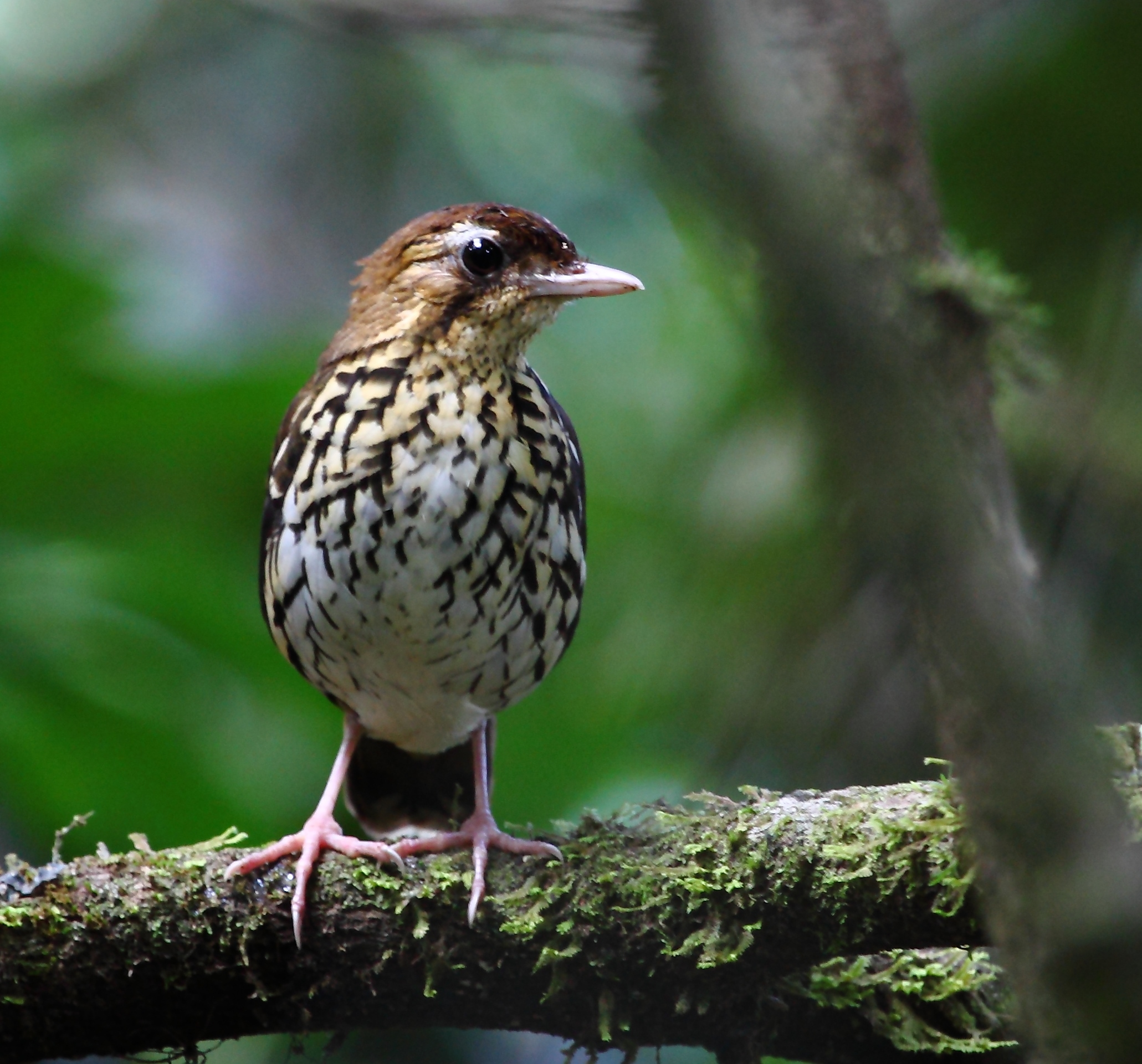

## Utbredning och systematik
Kortstjärtad myrtrast delas in i tolv underarter med följande utbredning:
- Chamaeza campanisona venezuelana – bergstrakter i norra Venezuela (i öster till Caracas (Distrito Federal) och Aragua)
- Chamaeza campanisona yavii – tepuier i södra och centrala Venezuela (Cerro Yaví)
- Chamaeza campanisona huachamacarii – tepuier i södra Venezuela (Cerro Huachamacari)
- Chamaeza campanisona obscura – subtropiska berg i sydöstra Venezuela (Bolívar och södra Amazonas)
- Chamaeza campanisona fulvescens – tepuier i sydöstra Venezuela (berget Roraima) och angränsande Guyana
- Chamaeza campanisona columbiana – Andernas östlsluttning i Colombia
- Chamaeza campanisona punctigula – östra Ecuador (Napo och Pastaza) till norra Peru (norr om Marañónfloden)
- Chamaeza campanisona olivacea – tropiska öst-centrala Peru (i söder till Madre de Dios)
- Chamaeza campanisona berlepschi – sydöstra Peru (Cusco) och västligaste Bolivia
- Chamaeza campanisona boliviana – Anderna i Bolivia (La Paz, Cochabamba och Santa Cruz)
- Chamaeza campanisona campanisona – östra och sydöstra Brasilien (Ceará, Alagoas och södra Bahia till Santa Catarina)
- Chamaeza campanisona tshororo – östra Paraguay, södra Brasilien och nordöstra Argentina

Underarten tshororo inkluderas ofta i campanisona.

## Levnadssätt
Kortstjärtad myrtrast hittas i fuktiga skogar där den promenerar tystlåtet på marken. Dess skygga beteende och kryptiska fjäderdräkt gör att den är svår att upptäcka.

## Status och hot
Arten har ett stort utbredningsområde, men tros minska i antal, dock inte tillräckligt kraftigt för att den ska betraktas som hotad. Internationella naturvårdsunionen IUCN listar arten som livskraftig (LC).